# Мит Ромни
Вилард Мит Ромни (енгл. Willard Mitt Romney; Детроит, Мичиген, 12. марта 1947) је амерички политичар, 70. гувернер Масачусетса. На положају гувернера одслужио је један мандат, а 2006. није тражио реизбор. На председничким изборима 2008. је био један од кандидата за номинацију Републиканске странке за председника САД, али је изгубио од Џона Мекејна. Ромни се поново кандидовао за кандидата Републиканске странке на изборима 2012. И постао је кандидат Републиканаца за председника САД. Међтим, поражен је од Барака Обаме, освојивши 206 електроски гласова, док је Обама освојио 332 електорских гласова. Изгубио је у кључним савезним државама- Флориди, Охају, Вирџинији, Колораду. Добио је мало више од 60 милиона гласова од америчком народа на тим изборима.
Родио се у угледној политичкој породици. Отац Џорџ Ромни је био гувернер Масачусетса од 1969. до 1973. године. По вери је мормон, а има куће у државама Масачусетс, Јута и Њу Хемпшир.
30 месеци био је мисионар Мормонске цркве у Француској. Обављао је низ дужности у пословном свету, а јавности је познат и као један од водећих функционера Зимских олимпијских игара 2002. у Солт Лејк Ситију.
2018. године се кандидовао за сенатора из Јуте, и пошто је добио изборе, постао је амерички сенатор.
Ожењен је и има петоро деце. Његов отац се звао Џорџ Ромни и био је амерички секретар(министар) у периоду од 1969. до 1973. године.
Завршио је универзитет Бригама Јанга, као и Хардвард.
2021. године је оптужио председника Доналда Трампа за изазивање немира испред америчког Конгреса, и био је један од седморо републиканских сенатора који су гласали за то да се Трамп прогласи кривим за те немире. Више пута је критиковао Трампа током Трамповог председничког мандата. Члан је републиканске странке од 1993. године а пре тога је био независни политичар.
Трнутно живи у Јути, и то у граду Холадеј.

## Председничка кампања
Мит Ромни је победио на примарним изборима за кандидата Републиканске странке у Ајови и Њу Хемпширу. Међутим после поновљеног бројања гласова у Ајови, испоставило се да је победник Рик Санторум.